# Voltímetre de solenoide

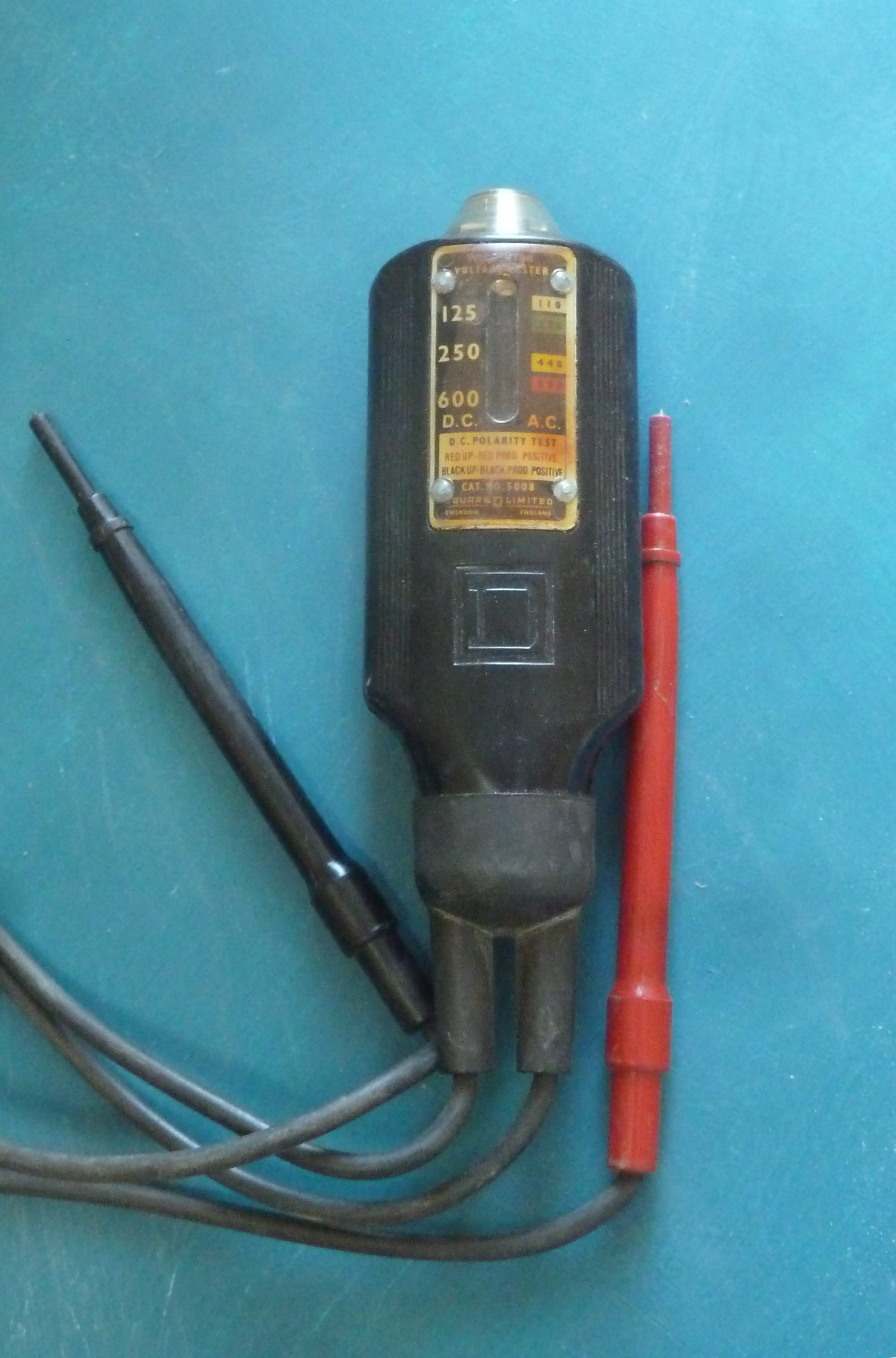
Un voltímetre de solenoide amb cables de prova connectats; l'instrument és més resistent que un metre tipus D'arsonoval, però no tan precís.

Un voltímetre de solenoide és un tipus específic de voltímetre que els electricistes utilitzen per provar circuits elèctrics. Utilitza una bobina de solenoide per atraure un pistó amb molla; el moviment de l'èmbol està calibrat en termes de tensió aproximada. És més dur que un moviment D'arsonval, però ni tan sensible ni tan precís.
Wiggy és la marca registrada d'un voltímetre de solenoide comú utilitzat a Amèrica del Nord derivada d'una patent de dispositiu assignada a la Wigginton Company, patent dels EUA número 1.538.906.

## Funcionament
En lloc d'utilitzar un moviment D'Arsonval o electrònica digital, el voltímetre de solenoide simplement utilitza un solenoide de molla que porta un punter (també es podria descriure com una forma de comptador de ferro mòbil ). Una tensió més gran crea més magnetisme que estira el nucli del solenoide més contra la càrrega de la molla, movent el punter. Una escala curta converteix el moviment del punter en la lectura de voltatge. Els voltímetres solenoides solen tenir una escala a cada costat del punter; un està calibrat per a corrent altern i un altre està calibrat per a corrent continu. Només es proporciona un "interval" i normalment s'estén de zero a uns 600 volts.
Normalment es munta un petit rotor d'imant permanent a la part superior del comptador. Per a DC, aquest imant gira d'una manera o una altra, indicant pel color exposat (vermell o negre) quin cable està connectat al positiu. Per a CA, el rotor simplement vibra, indicant que el mesurador està connectat a un circuit de CA. Una altra forma de provador utilitza un llum de neó en miniatura; l'elèctrode negatiu brilla, indicant la polaritat dels circuits de CC, o els dos elèctrodes brillen, indicant CA.
Els models fabricats per alguns fabricants inclouen llums de prova de continuïtat, que s'alimenten amb una bateria dins del provador. Això és especialment avantatjós quan es prova, per exemple, fusibles en circuits en viu, ja que no cal cap commutació per canviar del mode de continuïtat al mode de detecció de tensió.

## Comparació amb voltímetres de bobina mòbil
Els voltímetres de solenoide són extremadament resistents i no són gaire susceptibles de danyar-se per una manipulació brusca o sobrecàrrega elèctrica, en comparació amb instruments més delicats però més precisos del tipus D'arsonval de bobina mòbil.
Per a les proves " go/no go ", no cal llegir l'escala, ja que l'aplicació d'alimentació CA crea una vibració i un so perceptible dins del mesurador. Aquesta característica fa que el provador sigui molt útil en entorns sorollosos, poc il·luminats o molt lluminosos. El mesurador es pot sentir, com més salti més gran és la tensió.
Els voltímetres de solenoide absorbeixen un corrent apreciable en funcionament. Quan es proveu els circuits d'alimentació, una connexió d'alta impedància (és a dir, una fallada de circuit gairebé obert, com ara un contacte d'interruptor cremat o unió de cable) a la ruta d'alimentació encara pot permetre que hi hagi prou tensió/corrent per registrar-se en una alta impedància. voltímetre digital, però probablement no pot accionar el voltímetre del solenoide. Tanmateix, per utilitzar-los amb aplicacions de circuits d'alta impedància, no són tan bons, ja que consumeixen un corrent apreciable i, per tant, alteren la tensió que es mesura. Es poden utilitzar per provar dispositius de corrent residual ( GFCI ) perquè el corrent consumit dispara la majoria dels RCD quan el voltímetre de solenoide està connectat entre els conductors de corrent i de terra.
Alguns fabricants inclouen una funció de llum de prova de continuïtat en un mesurador de solenoide; aquests utilitzen les mateixes sondes que la funció de prova de tensió. Aquesta característica és útil quan es prova l'estat dels contactes en circuits alimentats. La llum de continuïtat es mostra si el contacte està tancat i el voltímetre del solenoide mostra la presència de tensió si està obert (i s'activa).
A diferència dels multímetres, els voltímetres de solenoide no tenen altres funcions incorporades (com ara la capacitat d'actuar com a amperímetre, ohmímetre o mesurador de capacitat); només són voltímetres de potència senzills i fàcils d'utilitzar. Els voltímetres de solenoide són inútils en circuits de baixa tensió (per exemple, circuits de 12 volts). El rang bàsic del voltímetre comença al voltant de 90 V (CA o CC).
Els voltímetres de solenoide no són precisos. Per exemple, no hi hauria cap diferència perceptible de manera fiable en la lectura entre 220 VAC i 240 VAC.
Estan pensats per al funcionament intermitent. Treuen una quantitat moderada d'energia del circuit a prova i es poden sobreescalfar si s'utilitzen per a un seguiment continu.
És possible que la baixa impedància i la baixa sensibilitat del provador no mostrin connexions d'alta impedància a una font de tensió, que encara pot generar prou corrent per provocar un perill de descàrrega.